# Shakya (clan)
Pour les articles homonymes, voir Sakya.
Les Śākyas, Shakyas ou Sakyas, encore appelés Çâkyas, Sokyās, Sakkas ou Sākiyās (en pali), « capables » en sanskrit, étaient une tribu établie au nord de la péninsule indienne aux VIe et Ve siècles av. J.-C.. Ils appartenaient à la caste des kshatriyas voués à la guerre et à l’administration.
Ils sont surtout connus comme le clan dont est issu le Bouddha, également nommé « Sage des Shakyas » (Shakyamuni). Le roi Ashoka et les rois de Ceylan sont présentés dans la littérature bouddhique comme leurs descendants.
Leur territoire s’étendait au nord de Gorakhpur sur les contreforts de l’Himalaya, sur l’actuel Uttar Pradesh oriental et le Teraï népalais, atteignant Magadha à l'est. Leurs rois étaient sans doute élus et ils avaient une salle d’assemblée (santhagara) à Kapilavastu, leur ville (ou village) principale, ainsi qu'à Catuma. Certaines sources mentionnent que le Bouddha aurait été invité à inaugurer par des prêches la nouvelle assemblée de Kapilavastu. Les autres villes Shakya connues sont Khomadussa, Sāmagāma, Devadaha, Sīlavatī, Nagaraka, Medatalumpa, Sakkhara et Ulumpa. L’Agganna Sutta fait d’eux des vassaux du roi Pasenadi de Kosala. Néanmoins, la légende de leur dispersion évoquée plus bas ne les montre pas très respectueux envers leur suzerain.

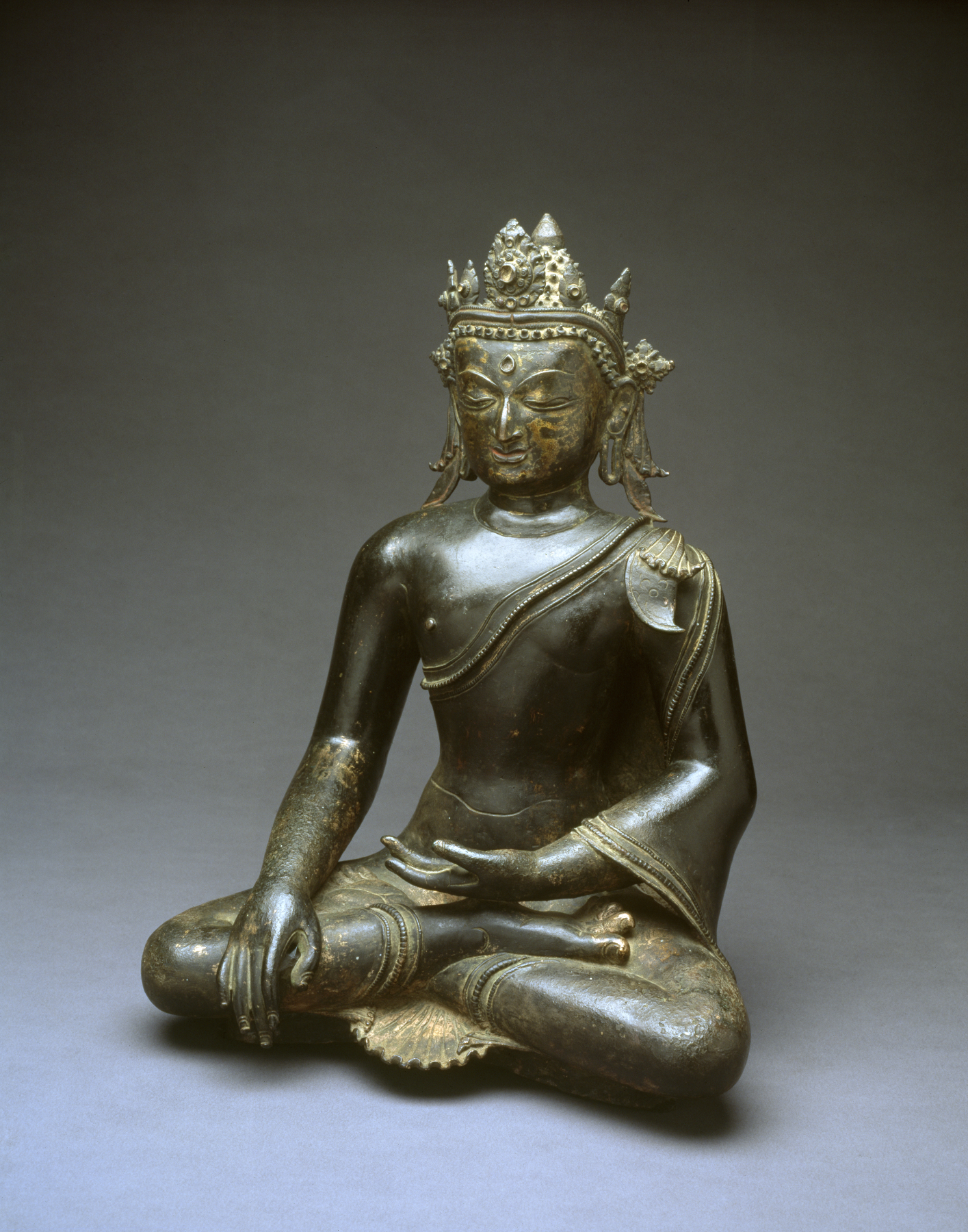
Shakyamuni, le plus célèbre des Shakyas. Bronze du Tibet, XIe siècle.

## Shakyas et Koliyas
Les Shakya entretenaient des relations d’intermariage et de rivalité avec le clan des Koliyas, avec lequel ils avaient d’ailleurs une origine commune. Mayadevi et Mahaprajapati, mère et belle-mère de Gautama, venaient très probablement d’une famille Koliya. Selon certaines sources, lorsque Gautama revenait dans son pays d’origine, il se partageait entre Kapilavastu, ville de son père, et Koliyanagara, capitale des Koliyas. Ces derniers obtinrent de garder à sa mort un huitième de ses reliques. Cependant, les choses n’allaient pas toujours bien entre les deux clans, comme en témoignent les accusations de « promiscuité incestueuse, comme les chiens et les chacals » portées à l’égard des Shakyas par les Koliyas qui se voyaient parfois refuser des alliances au profit de mariages endogames. Les Shakyas, pour leur part, traitaient parfois leurs alliés d’« animaux vivant dans les branches des arbres » (le nom du clan est celui d’un arbre). L’intervention du Bouddha pour empêcher une guerre entre les deux tribus au sujet de l’utilisation des eaux de la rivière Rohini qui séparait leurs territoires est un épisode célèbre de sa vie.

## Origine des Shakyas et des Koliyas
Les Shakyas se considéraient comme descendants du roi légendaire Okkaka (Ikshvaku), et selon certaines sources leur gotta principal était Adicca, l'un des noms du dieu soleil Surya. Epris d’une nouvelle épouse, Okkaka aurait décidé de laisser le royaume à son fils Jantukumara. Les neuf enfants de la première épouse s’exilèrent à Himavā (Himalaya), où ils fondèrent Kapilavastu. Ils décidèrent de considérer leur aînée, Piya, comme leur mère, et les autres frères et sœurs s’épousèrent les uns les autres. Ayant eu vent des évènements, le roi Okkaka les aurait complimentés de leur débrouillardise, d’où le nom du clan, Shakya (capable).
(Lignée des Shakyas depuis Okkara jusque Jayasena, arrière-grand-père du Bouddha : Okkāka, Okkāmukha, Nipuna, Candimā, Candamukha, Sivisañjaya, Vessantara, Jāli, Sīhavāhana, Sīhassara, Jayasena) 
Piya, l’aînée des Shakyas, fut contaminée par la lèpre et dut s’exiler dans la forêt. Elle y rencontra le roi Rama de Bénarès qui, atteint jadis du même mal, avait laissé la ville aux mains de son fils et vivait en ermite ; il avait depuis guéri. Il soigna à son tour Piya et l’épousa. Le couple et ses nombreux fils (trente-deux selon une version) fondèrent une ville dans la forêt, avec l’aide du nouveau roi de Bénarès. Ils durent pour cela abattre des kolas (arbre), d’où le nom de leur ville (Kolanagara - lieu des kolas) et de leur clan, Koliya. Du temps du Bouddha, leurs principales cités étaient Rámagáma et Devadaha.

## Du Bouddha à Ashoka
Siddharta Gautama se rattache aux descendants d’Okkara par Sihahanu et Yasodhara, respectivement fils et fille de Jayasena. Une union croisée avec deux enfants de Devadahasakka, chef Koliya de Devadaha, eut lieu : son fils Anjana épousa Yashodhara et sa fille Kaccana épousa Sihahanu.
Anjana et Yashodhara seraient les parents de Mayadevi et de Mahaprajapati, ainsi que de leurs frères Dandapani et Suppabuddha ; l’un de ces derniers serait le père de Yashodhara (ou Baddhakaccana), femme du Bouddha.
Sīhahanu et Kaccana eurent deux filles et cinq fils, au nombre desquels Shuddhodana, père du Bouddha.
La dispersion des Shakyas aurait débuté du vivant de Gautama. Le roi Pasenadi de Kosala, suzerain des Shakyas, avait demandé une de leurs filles en mariage mais les Shakyas, ne le considérant pas digne d’une « sang bleu » de leur clan, lui proposèrent Vasabhakhattiya, née de Nagamunda, concubine de basse position, mais sans lui révéler ce détail. Un fils naquit, Vidudabha, avant que Pasedani ne se rende compte qu’il avait été dupé. Furieux, il réduisit la mère et le fils à une position plébéienne. Après que Siddharta Gautama lui-même fut venu plaider leur cause, il les rétablit dans leur haute position mais garda rancune contre les Shakyas. Devenu roi, il entreprit de se venger, mais à chaque tentative d’envahir les Shakyas, Gautama sut l’en dissuader. Toutefois, après que les Shakyas aient tenté de tuer les Kosalas en empoisonnant la rivière Dano, Pasenadi entreprit le massacre des Shakyas, hommes, femmes et enfants, et les sources bouddhiques précisent que cette fois Gautama ne put rien faire, et attribuent ces faits au karma collectif des Shakyas.
Lors de cette guerre d’extermination, certains Shakyas se seraient échappés vers l’Himalaya pour y fonder Moriyanagara « lieu des paons », qui serait selon la tradition bouddhique le berceau de la dynastie Moriya (Maurya) dont est issu l’empereur Ashoka qui favorisera le bouddhisme. Pandu, fils d’Amitodana, aurait traversé le Gange et fondé une cité de l’autre côté. Sa fille Bhaddakaccānā  épousera Panduvāsudeva, roi de Ceylan. Six de ses frères l’auraient suivie pour fonder dans l’île Rāma, Uruvela, Anurādha Vijita, Dīghāyu et Rohana.
Divers historiens datent les événements : 563 av. J.-C. pour la naissance du Bouddha, 524 av. J.-C. pour la mort de Shuddhodana le père du Bouddha Gautama, 487 av. J.-C. pour la rencontre entre Pasenadi et le Bouddha dans la république shakya, 485 ou 484 av. J.-C. pour la destruction de Kapilavastu.